# 迦百农

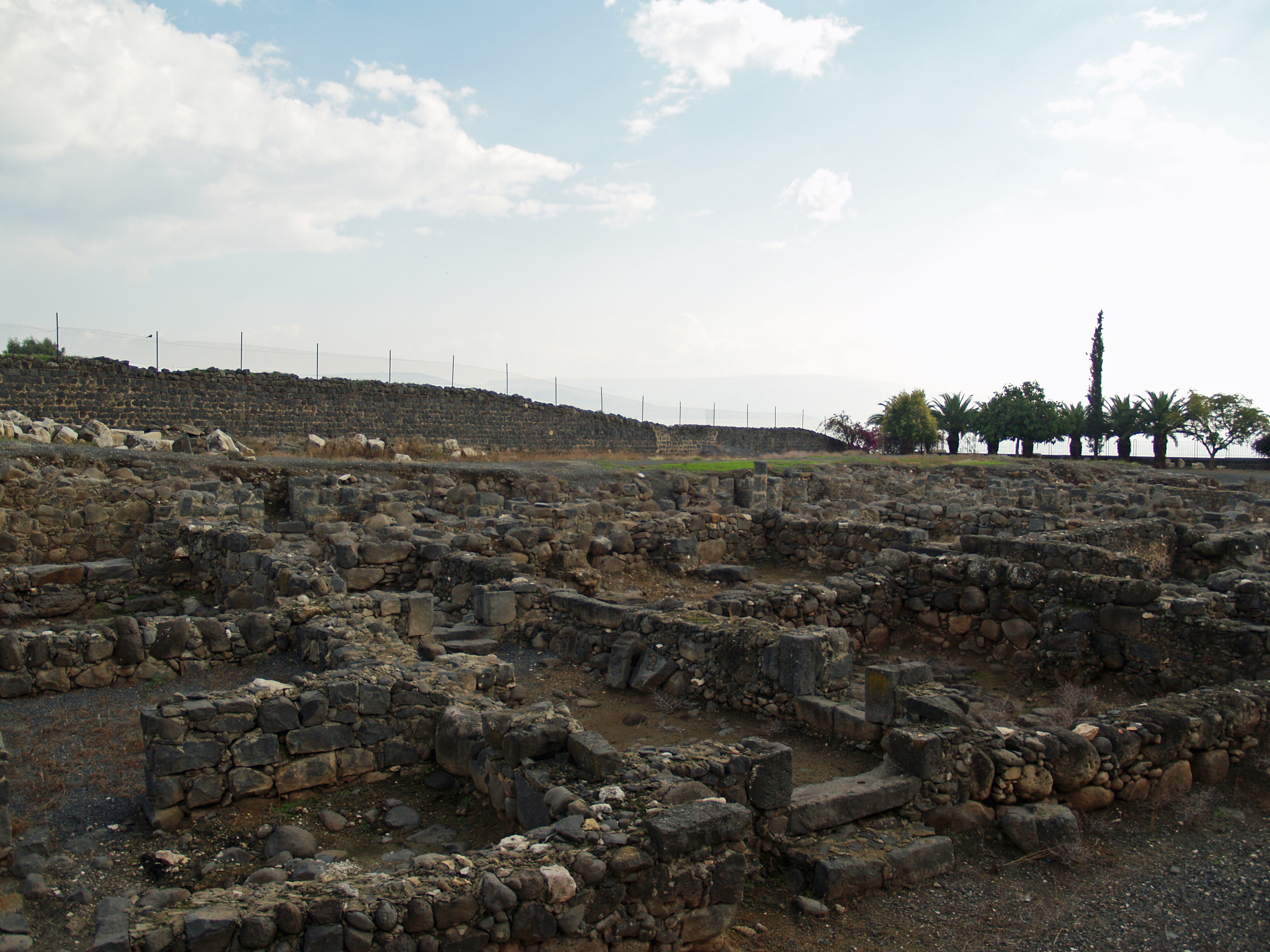
相信是古羅馬時期迦百農的遺跡

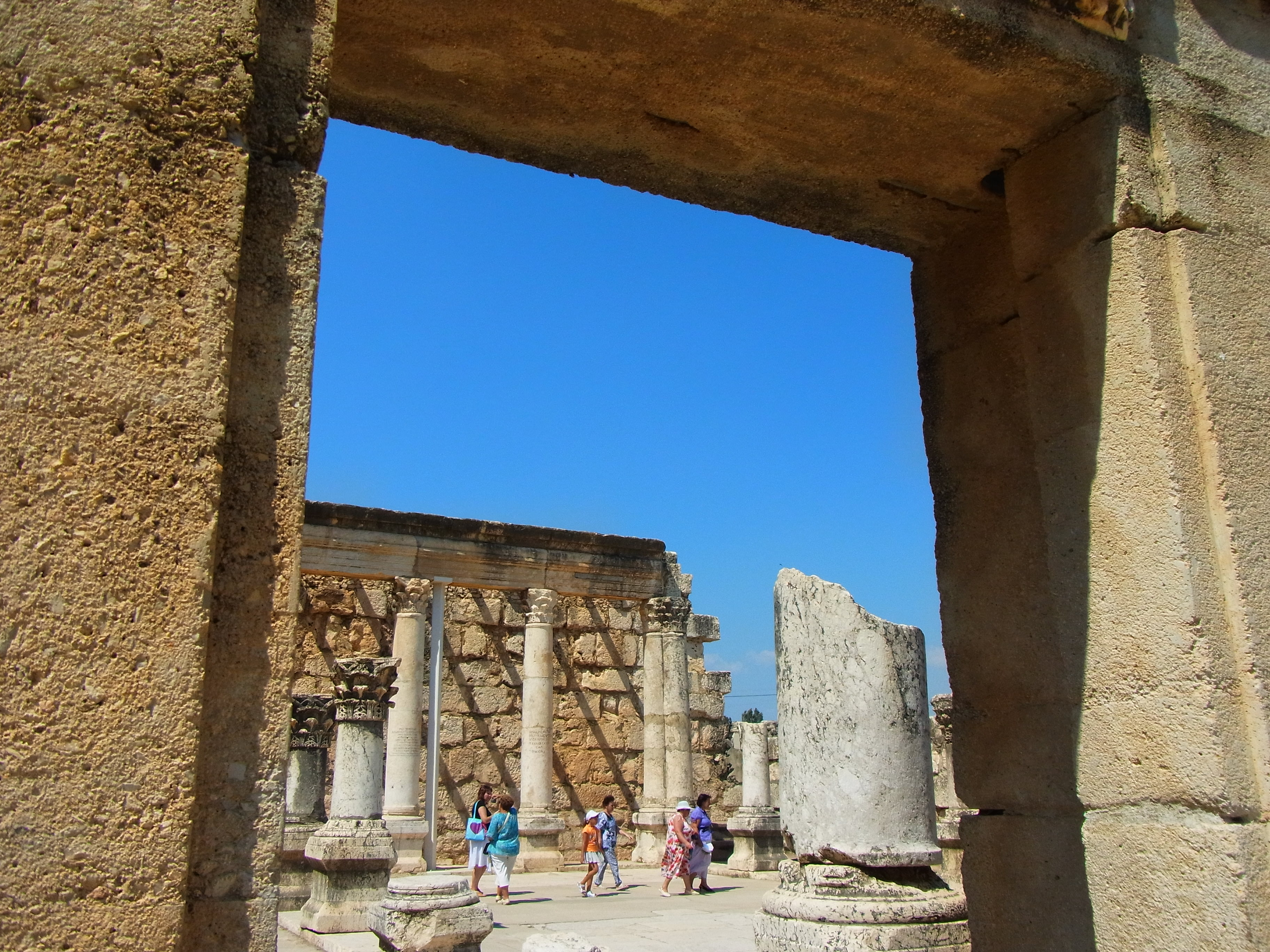
古代迦百農遺跡

迦百农，天主教思高本译作葛法翁（Capernaum），是圣经中的地名，系加利利海附近一域，在西布伦和拿弗他利的边界上，今已成废墟。据称耶稣开始传道时，即迁居此地。（《新约全书·马太福音》第4章第13-17节）。

## 簡介

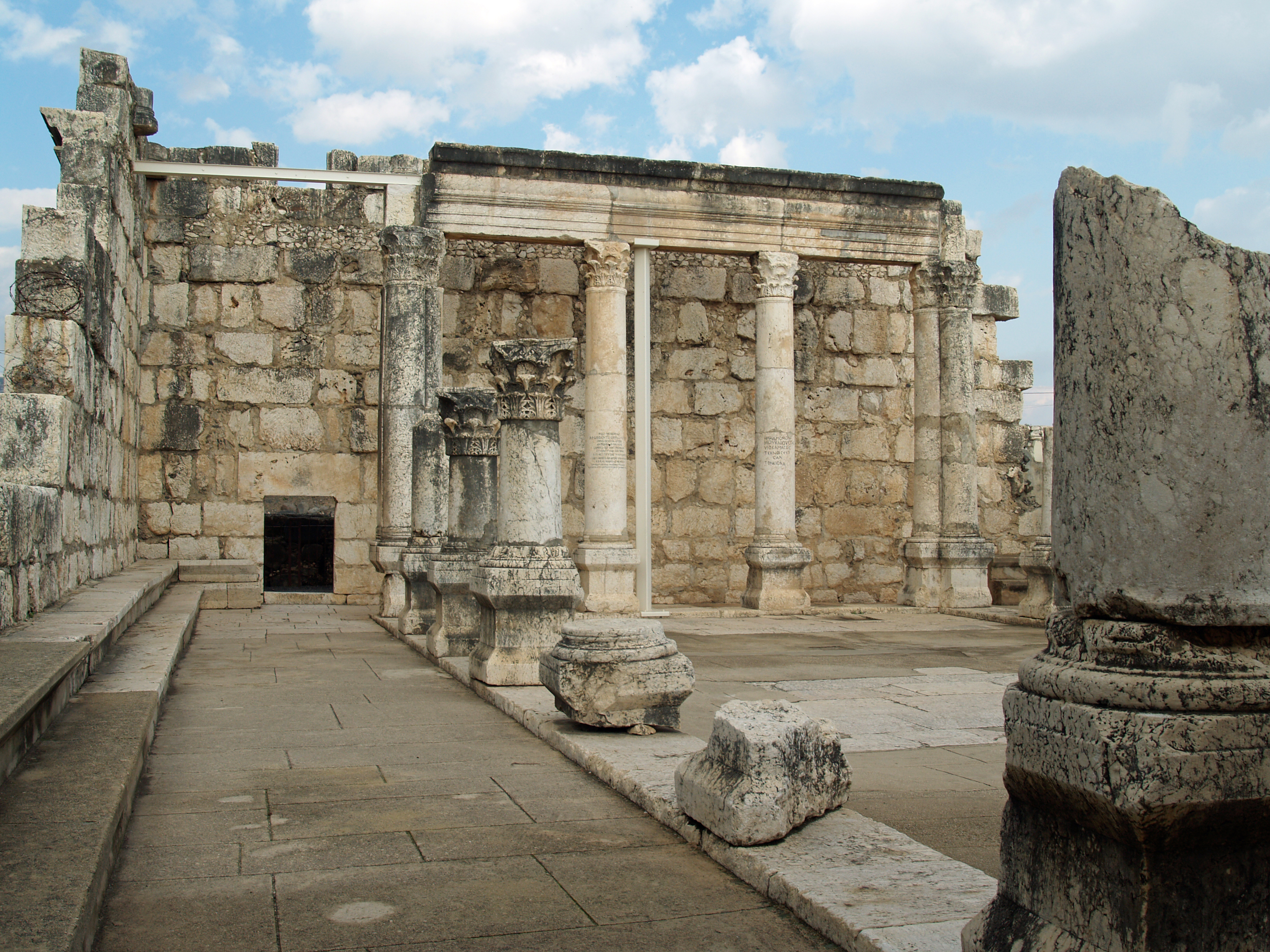
一個猶太會堂的遺跡，相傳這裏就是耶穌當年教導人的會堂

迦百農（Capernaum）的正式名稱應當是迦弗農（Capharnaum）（天主教作「葛法翁」），前者的名是直到第五世紀才出現的。關于迦百農的位置，過去曾引起許多爭辯。有的學者認為迦百農應當是在剛民耶（Khan Minyeh），位于貼爾胡姆西南方兩英里半之處。但現在經過考古學家的研究，已經很少人還持這樣的看法。大家都一致認為迦百農位于加利利湖西北岸，約旦河西五公里。迦百農是現在的Kefar Nahum（希伯來文）或Talhum（阿拉伯文），Kefar 是鄉村，Nahum 是那鴻，所以迦百農的意思就是「那鴻的鄉村」。這名字到底是紀念舊約先知那鴻，還是另有其人，至今仍難以查考。至於Talhum，或有人稱Tanhum，后來又念著Tell Hum（那鴻的廢墟）。總之，迦百農已經成為聖地一個很著名的地方，1968年至1986年，兩位法國考古學家Virgilio Corbo和Stanislao Loffreda發現一座猶太會堂的遺跡，證實是第一世紀的建築，他們相信這是當年主耶穌在迦百農教導人的那座會堂。（馬可福音第一章第21節）
「迦百農」這個名字，雖然不曾在舊約聖經出現，但這地方在新約時代甚為重要。主耶穌在自己家鄉拿撒勒不受歡迎，就下到迦百農去，这里是祂傳道、事奉的一個中心，有不少神蹟和重要的事情在這地方發生，例如治好彼得岳母的熱病（馬可福音第一章第31節），在會堂趕逐污鬼（路加福音第四章第33節），醫治百夫長的僕人（馬太福音第八章第5-13節），呼召彼得、安得烈、雅各、約翰（馬太福音第四章第18-22節）和馬太（馬太福音第九章第9-13節），設立十二門徒（路加福音第六章第12-16節）等。

## 外部連結
- 迦百農的會堂 （页面存档备份，存于）